# Jenny Dillon
Jennifer Dillon (Buenos Aires, 16 de noviembre de 1981) es una aviadora argentina y la primera mujer piloto de acrobacia aérea argentina en obtener la licencia FAI Aerobatics, emitida por la Fédération Aéronautique Internationale. Participó en el Austrian Aerobatic Championship conformando el primer equipo argentino que representa a su país en competencias internacionales, siendo la única mujer, y la primera en competir internacionalmente en la categoría Glider (planeador).

## Reseña biográfica
Descendiente de familia de aviadores, sus tíos abuelos Ernesto y Enrique Dillon fueron reconocidos pilotos de Aerolíneas Argentinas en sus comienzos, y su padre Carlos un aviador de vuelos ejecutivos, entre otros. Jenny llegó a la ciudad de La Plata a los 2 años de edad junto a su familia, y se inició en la aviación cuando terminó el colegio secundario. Es la única mujer de tres hermanos y la única vinculada a la aviación. 
La primera licencia aeronáutica que obtuvo fue la de Tripulante de cabina de Pasajeros en 2001. Dos años después, descubrió el mundo de la acrobacia durante unas jornadas de pilotaje en Tandil, donde se animó a volar por primera vez en planeador. Luego, realizó el curso de piloto de planeador y de avión, y desde 2011 continúa formándose en acrobacia tanto en la Argentina como en Estados Unidos, Suiza y Austria, volando aviones como el Super Decathlon y Extra 300, y Planeador FOX, aeronaves específicas para acrobacia.
A los 18 años entró a la Caja de Ciencias Económicas de la provincia de Buenos Aires donde trabajó durante 14 años. Desde 2014, dirige junto a su padre una escuela que dicta cursos teóricos de las carreras aeronáuticas. Es socia fundadora de la Asociación Argentina de Acrobacia Aérea y participa activamente en la Asociación de Mujeres en Aviación Argentina y con la Confederación Argentina de Deportes Aéreos (CADEA) con el objeto de fomentar y difundir la actividad aeronáutica en general y la deportiva en particular.
Jenny conoció a su esposo, Marcos, en el aeroclub de la capital bonaerense, y fue allí mismo donde celebró su casamiento en febrero del 2017. Llegaron a la ceremonia volando cada uno en un avión, en formación, y brindaron un show de acrobacia para sus invitados.
En 2018 comenzó a entrenar en planeador para competir en el National Aerobatic Championship in LOAS, que se realizó en Spitzerberg, Austria, en agosto del 2019, y formó parte de lo que fue el primer equipo argentino que competir internacionalmente, junto a su esposo y otros dos pilotos, todos en la clase GLIDER. En esa oportunidad, Jenny obtuvo el segundo puesto en su categoría, y dos de los otros pilotos argentinos lograron el primer y segundo puesto en otra categoría. Meses después, se realizó en Dolores, provincia de Buenos Aires, la primera competencia de acrobacia para avión y planeador organizada por Asociación Argentina de Acrobacia Aérea. En esa ocasión, Jenny obtuvo el primer puesto no sólo en su categoría, sino también en la general, donde se cruzan todas las categorías de las dos clases (avión y planeador) y consiguió el puntaje más alto de toda la competencia, posicionándose entre los mejores pilotos de acrobacia de Argentina.
En la Competencia de Acrobacia realizada en Junín en agosto del 2021, obtuvo nuevamente el primer puesto en su categoría y el puntaje más alto de toda la competencia. Además de mantenerse como la piloto con mejor performance en las competencias de acrobacia de los últimos años, hasta este momento, continúa siendo la única mujer que realiza este deporte en el país.
En diciembre de 2019 recibió en su país su primera aeronave, un Super Decathlon comprado en USA, con la que entrena para competir en categoría POWER (avión). 
En la historia de la acrobacia argentina, se conocen sólo dos mujeres que se han dedicado a esta actividad, aunque en distintas disciplinas: Carola Lorenzini en show aéreo (fallecida en 1941 en un accidente aéreo) y Charito Germanó, una francesa nacionalizada argentina que compitió en avión y obtuvo varios récords mundiales, entre ellos, el de mayor cantidad de rizos en 1951. Desde esos días, hasta la actualidad Jenny es la única mujer que practica vuelo acrobático en el país, por lo que está considerada, junto a estas otras dos mujeres, entre las pioneras en vuelo acrobático en Argentina.
La Fédération Aéronautique Internationale – World Air Sport Federation en su web le dedicó a Jenny un artículo en reconocimiento a su trayectoria deportiva. “Su éxito y espíritu pionero impulsó este deporte, la convirtió en un ícono de inspiración y fomento de la acrobacia aérea”. Desde la FAI aseguran que “su historia encenderá una chispa en otras mujeres”. FAI World Air Sport Federation. Este artículo también lo replicó la WAI (Women in Aviation International) en su revista, y Aerobatic Women International.
El 19 de mayo de 2022 Jenny recibió la distinción de “Personalidad Destacada” otorgado por el Concejo Deliberante, “por su desempeño en la aviación siendo la única mujer piloto que realiza acrobacias aéreas en el país, que ha ganado y ocupado los primeros lugares en diversas competencias; además de su compromiso en tareas comunitarias para la niñez y personas en situación de calle”

## Distinciones
- Primer licencia FAI Aerobatics emitida a una mujer argentina (2019)[6]
- Primera mujer en competir internacionalmente en acrobacia en planeador (2019)[7]
- Miembro del primer equipo que representa a Argentina en competencias internacionales de acrobacia aérea (2019)[8]
- Segundo puesto en Categoría Sport Glider en el National Aerobatic Championship in LOAS (2019)[4]
- Primer puesto en Categoría Sport Glider en Competencia Dolores (2019)[5]
- Primer puesto en Cross Category en Competencia Dolores  (2019)[5]
- Primer puesto en Categoría Sport Glider en Competencia Regional Junin (2021)
- Primer puesto en Cross Category en Competencia Regional Junin (2021)
- Distinción de “Personalidad Destacada” otorgado por el Concejo Deliberante (2022)

## Vida personal
Con un fuerte compromiso filantrópico, durante toda su juventud Jenny formó parte de un voluntariado en un hogar de niños (Hospital Noel Sbarra, ex Casa Cuna) donde también tuvo a cargo varios niños. Entre ellos, está “Titi”, así lo conocen en el ambiente porque acompañaba a Jenny a todos los encuentros aeronáuticos por todo el país. Desde 2004 y con solo 2 meses de edad, se encontró con Jenny, quien estuvo a su cargo hasta que cumplió 5 años y fue dado en adopción a otra familia. Pero ahí no terminó su vínculo, mantienen su lazo de amor como madrina y ahijado hasta la actualidad.
Jenny también realiza tareas sociales y comunitarias para niñez y gente en situación de calle, tanto en comedores, agrupaciones y clubes, estudió comunicación social, trabajo social y, actualmente derecho en la UNLP. También le gustan las plantas, las herramientas y la costura. 
Otra herencia familiar es la náutica, tiene la licencia de Timonel Yate Vela Motor, pasión que también comparte con su padre y sus hermanos, que solían navegar desde chicos, son todos timoneles. Su familia está compuesta por su padre y dos hermanos varones, su madre falleció en el 2015 por una extraña enfermedad.